# Шиблиани
Шиблиани (груз. შიბლიანი) — село в Грузии. Находится в Сагареджойском муниципалитете края Кахетия. Высота над уровнем моря составляет 660 метров. Население — 456 человек (2014).